# Desmechinus versicolor
Desmechinus versicolor is een zee-egel uit de familie Trigonocidaridae.
De wetenschappelijke naam van de soort werd in 1904 gepubliceerd door Theodor Mortensen.